# Le Transperceneige
Pour le film, voir Snowpiercer, le Transperceneige.
Pour la série télévisée, voir Snowpiercer.
Le Transperceneige est une bande dessinée de science-fiction post-apocalyptique française en noir et blanc créée par Jacques Lob (scénario) et Jean-Marc Rochette (dessin). Elle est publiée d'octobre 1982 à juin 1983 dans le périodique (À suivre) avant d'être reprise en album en février 1984 par Casterman. Après la mort de Jacques Lob en 1990, le scénariste Benjamin Legrand reprend l'univers et deux nouveaux albums sont publiés en 1999 et 2000.
Le premier album est récompensé du Prix Témoignage chrétien au festival d'Angoulême 1985. Le réalisateur coréen Bong Joon-ho l'adapte au cinéma sous le titre Snowpiercer : Le Transperceneige, en 2013. Après le succès de ce film, Casterman publie Terminus, suite directe des deux albums précédents, puis Extinctions, début d'un nouveau cycle dans le même univers. La bande dessinée donne aussi lieu à une adaptation en série télévisée, Snowpiercer, diffusée à partir de 2020.

## Histoire de la série
Le récit avait initialement été écrit pour Alexis, qui en avait dessiné seize planches avant de mourir en 1977. Dans cette première version, les premières pages montraient la vie dans le wagon de queue et c'était un groupe qui décidait de remonter le convoi et non un homme renfermé, presque fou. Le trait d'Alexis était également « plus léger, plus fantaisiste, plus chaleureux » que celui de Jean-Marc Rochette. Annoncé dès le milieu des années 1970, Le Transperceneige avait fini par devenir, selon les mots de Jacques Lob, « presque mythique », avant que Jean-Marc Rochette ne s'y attelle et que l'histoire soit bel et bien publiée dans (À suivre) en 1982.

## Description

### Synopsis

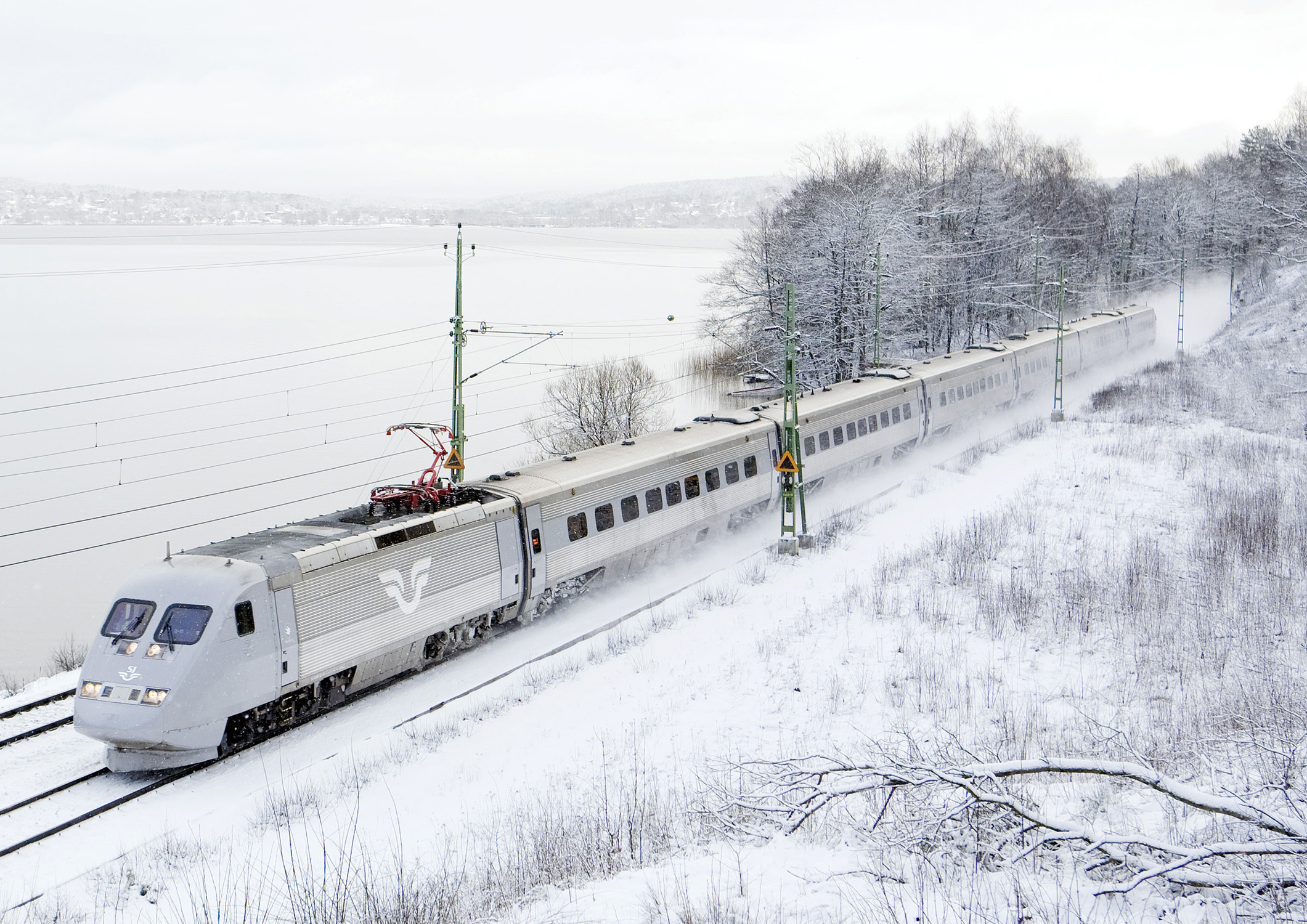
Un train dans la neige en Suède.

Après un cataclysme climatique, les survivants de l'espèce humaine sont enfermés dans un train gigantesque qui roule éternellement. Ce train est très hiérarchisé, avec des wagons dorés en tête où vit l'aristocratie, jusqu'aux wagons des pauvres en fin de convoi. Des wagons militaires assurent la sécurité et des wagons potagers l'alimentation. Le héros, Proloff, issu des wagons de queue, remonte le train afin de comprendre la situation, à la suite d'évènements horribles qu'il refuse d'exposer à ses interlocuteurs.
Les trois albums suivants se déroulent juste après ces événements, mais dans un autre train : le Transperceneige Deux. Ils présentent un autre point de vue sur ce monde post-apocalyptique. Il est désormais possible de sortir du train, qui peut lui-même s'arrêter voire quitter les rails pour devenir un véhicule d'exploration. Les intrigues intègrent des thèmes contemporains comme la réalité virtuelle et l'épuisement des ressources énergétiques.

### Personnages
Proloffpersonnage du premier album. Rebelle, appartient aux wagons de queue.
Adeline Belleaupersonnage du premier album. Rebelle, appartient à un groupe voulant améliorer le sort des wagons de queue.
Puig Vallèspersonnage principal des albums deux à quatre. Arpenteur.
Valpersonnage des albums deux à quatre. Créatrice de mondes virtuels.
Le Conseiller Kennelpersonnage des albums deux et trois. Président du Conseil.
Le Révérend Dicksonpersonnage des deux albums deux et trois. Membre du Conseil et chef du culte de la Sainte Loco.
Le Métronomepersonnage des deux albums deux et trois. Terroriste cosmosien, pensant que le Transperceneige est un vaisseau spatial.

## Analyse
Partant d'une « idée simple et puissante », Jacques Lob reprend la plupart des grands thèmes de la science-fiction post-apocalyptique (l'arche, la société condamnée en vertu des lois de l'entropie, la progression d'un héros avant tout attaché à sa survie). Il les met au service d'un récit « dur, amer, étouffant », servi par le trait froid de Jean-Marc Rochette.
Le monde du Transperceneige répond aux codes des univers science-fictionnels post-apocalyptiques : cataclysme, communauté de survivants, restructuration sociale de cette communauté et description des modes de survie, etc.
L'univers du Transperceneige rappelle celui de la série de romans La Compagnie des glaces de Georges-Jean Arnaud, dont la publication a débuté en 1980, deux ans avant la publication du Transperceneige dans À suivre, mais trois ans après qu'Alexis en eut dessiné les premières planches. La principale différence entre ces deux œuvres est l'exploitation de la trame de fond, puisque La Compagnie des glaces est axé sur un eugénisme dictatorial alors que Le Transperceneige est quant à lui axé sur une lutte des classes.
Dans Les Échos, le rédacteur en chef David Barroux analyse l'œuvre comme un « huis-clos stressant », un « récit social et politique en noir et blanc » reflétant « les angoisses de la génération de l'après-guerre qui s'inquiète à la fois de la menace nucléaire et se désole de voir croître les inégalités dans un monde encore stratifié en classes sociales ».

## Postérité

### Adaptations
Snowpiercer, le Transperceneige (설국열차) est un film de science-fiction américano-sud-coréen-français écrit et réalisé par Bong Joon-ho, sorti en 2013. Les personnages y sont interprétés par Chris Evans, Song Kang-ho, Ed Harris, John Hurt, Tilda Swinton et Jamie Bell.
Le 10 janvier 2018, la chaîne américaine TNT annonce l'adaptation en série télévisée créée par Josh Friedman. La première saison de Snowpiercer, qui comporte dix épisodes, est diffusée à partir de mai 2020. Le tournage de la deuxième saison est interrompu en mars 2020 et retardé à cause de la pandémie de Covid-19.  La diffusion de la saison 2 commence le 25 janvier 2021. La saison 3 sort en janvier 2022 et la quatrième et dernière saison est diffusée dès le 21 juillet 2024.

## Publications

### Périodique
- (À suivre) no 57 à no 69, Casterman, du 1er octobre 1982[1] au 1er juin 1983[2].

### Albums
- 1 Le Transperceneige, Casterman « Les romans (A SUIVRE) »,  (ISBN 2-203-33418-5), février 1984
Scénario : Jacques Lob - Dessin : Jean-Marc Rochette
- 2 L'Arpenteur, Casterman,  (ISBN 2-203-33480-0), octobre 1999
Scénario : Benjamin Legrand - Dessin : Jean-Marc Rochette
- 3 La Traversée, Casterman,  (ISBN 2-203-33489-4), septembre 2000
Scénario : Benjamin Legrand - Dessin : Jean-Marc Rochette
- 4 Terminus, Casterman,  (ISBN 2-203-08941-5), octobre 2015
Scénario : Olivier Bocquet - Dessin : Jean-Marc Rochette
- 5 Extinctions Acte I, Casterman,  (ISBN 978-2203165816), mai 2019
Scénario : Matz, Jean-Marc Rochette - Dessin : Jean-Marc Rochette - Couleurs : José Villarrubia
- 6 Extinctions Acte II, Casterman,  (ISBN 978-2-203-17229-6), juin 2020
Scénario : Matz, Jean-Marc Rochette - Dessin : Jean-Marc Rochette - Couleurs : José Villarrubia

#### Intégrale
- Transperceneige, Casterman,  (ISBN 978-2-203-02759-6), août 2013
Scénario : Jacques Lob et Benjamin Legrand - Dessin : Jean-Marc Rochette - albums 1 à 3

#### Monographie
- Nicolas Finet, Histoires du Transperceneige, Casterman, 2013,  (ISBN 978-2-203-05021-1), 93 pages.

#### Articles
- Jérôme Lachasse, « BD culte, blockbuster et maintenant série Netflix : la folle histoire du Transperceneige », BFM TV, 15 mai 2019.
- Didier Pasamonik, « De "Transperceneige" à "Snowpiercer" », sur Actua BD, 25 octobre 2013.

#### Interviews des auteurs
- Jacques Lob (int. par Henri Filippini), « Hommages et interviews en forme d'hommage : Jacques Lob », Les Cahiers de la bande dessinée, no 38,‎ 1978, p. 22.
- Matz (int. par Frédéric Bosser), « Bien dans ses baskets et la plume à l'aise », dBD, no 138,‎ novembre 2019, p. 30-35.
- Jean-Marc Rochette et Olivier Bocquet (int. par Daniel Couvreur), « Entretien : La société alimente la science-fiction », Le Soir,‎ 12 septembre 2015.

#### Recensions et analyses du premier tome
- Vincent Bernière, « Le Transperceneige, par Jacques Lob et Jean-Marc Rochette », dans Les 100 plus belles planches de la bande dessinée, Beaux-Arts éditions, novembre 2016 (ISBN 979-1-0204-0310-0), p. 194-195.
- Sylvain Bouyer, « La Bible à l'envers », dans Stan Barets et Thierry Groensteen (dir.), L'Année de la bande dessinée 84-85, Glénat, 1984, p. 45.
- Paul Gravett (dir.), « De 1970 à 1989 : Le Transperceneige », dans Les 1001 BD qu'il faut avoir lues dans sa vie, Flammarion, 2012 (ISBN 2081277735), p. 427.
- Thierry Smolderen, « Le Transperceneige », Les Cahiers de la bande dessinée, no 57,‎ avril-mai 1984, p. 62-63.

#### Recensions et analyses des tomes suivants
- Charles-Louis Detournay, « Transperceneige : Terminus - Par Rochette & O. Bocquet - Casterman », sur Actua BD, 17 décembre 2015.
- Gilles Ratier, « « Transperceneige : Terminus » par Jean-Marc Rochette et Olivier Bocquet », sur BD Zoom, 2 novembre 2015.
- Philippe Siuberski, « Evénement BD, le Transperceneige rejoint son Terminus », Le Point/AFP, 14 octobre 2015.
- Aurela Vertaldi et Olivier Delcroix, « Terminus, tout le monde descend du Transperceneige », Le Figaro, 4 novembre 2015.